# Диалекты английского языка
Диале́кты англи́йского языка́ — совокупность диалектов, сложившихся на Британских островах, возникших в результате расширения Британской империи и — после Второй мировой войны — влияния Соединённых Штатов по всему земному шару. Число диалектов и базирующихся на английском креольских языков и пиджинов довольно велико.
Английский язык не имеет центрального органа, координирующего его развитие, такого как, например, Французская академия для французского языка, что ведет к отсутствию единой языковой нормы.
Два наиболее распространённых стандартизированных диалекта английского языка — основанный на южном британском диалекте «британский (королевский) английский» и основанный на среднезападном американском диалекте «американский (общий американский) английский». Помимо них существуют и другие региональные варианты английского, которые в свою очередь включают в себя множество поддиалектов и говоров, таких как уэльские диалекты, кокни, скауз и джорди в Великобритании; ньюфаундлендский английский в Канаде или афроамериканский и южный американский английский в США.